# Virslīga 2020
Die Virslīga 2020 war die 29. Spielzeit der höchsten lettischen Fußball-Spielklasse der Herren seit deren Neugründung im Jahr 1992. Offiziell trägt die Liga den Namen Optibet Virslīga und wurde vom Lettischen Fußballverband ausgetragen. Die Spielzeit begann am 15. Juni und endete am 29. November 2020. Titelverteidiger war der Riga FC.

## Modus
Teilnehmer waren die neun Vereine aus der letzten Saison sowie Aufsteiger FK Tukums 2000/TSS. Die zehn Vereine traten jeweils dreimal gegeneinander an. Der Letzte stieg direkt ab, die Relegationsspiele für den Vorletzten wurden vom LFF am 27. November 2020 abgesagt.

## Vereine
| Verein              | Stadt      | Stadion                  | Kapazität |
| ------------------- | ---------- | ------------------------ | --------- |
| Riga FC             | Riga       | Skonto-Stadion           | 9.000     |
| FK Liepāja          | Liepāja    | Daugava-Stadion          | 5.000     |
| FK Jelgava          | Jelgava    | Ozolnieku-Stadion        | 2.200     |
| BFC Daugavpils      | Daugavpils | Celtnieks-Stadion        | 4.070     |
| FK Ventspils        | Ventspils  | Olimpiskais-Stadion      | 3.200     |
| FK Spartaks Jūrmala | Jūrmala    | Slokas-Stadion           | 2.000     |
| Valmieras FK        | Valmiera   | Jānis-Daliņš-Stadion     | 2.000     |
| FK Metta            | Riga       | Arkādija-Stadion         | 0.250     |
| FK RFS              | Riga       | Arkādija-Stadion         | 0.250     |
| FK Tukums 2000/TSS  | Tukums     | Tukuma pilsētas stadions | 1.500     |

## Abschlusstabelle
| Pl. | Verein                 | Sp. | S  | U | N  | Tore    | Diff. | Punkte |
| --- | ---------------------- | --- | -- | - | -- | ------- | ----- | ------ |
| 1.  | Riga FC (M)            | 27  | 23 | 0 | 4  | 060:210 | +39   | 69     |
| 2.  | FK RFS (P)             | 27  | 21 | 3 | 3  | 066:210 | +45   | 66     |
| 3.  | Valmieras FK           | 27  | 13 | 8 | 6  | 047:330 | +14   | 47     |
| 4.  | FK Ventspils           | 27  | 12 | 8 | 7  | 040:250 | +15   | 44     |
| 5.  | FK Liepāja             | 27  | 12 | 6 | 9  | 057:340 | +23   | 42     |
| 6.  | FK Spartaks Jūrmala    | 27  | 11 | 7 | 9  | 053:440 | +9    | 40     |
| 7.  | FK Jelgava             | 27  | 6  | 4 | 17 | 019:640 | −45   | 22     |
| 8.  | BFC Daugavpils         | 27  | 5  | 5 | 17 | 030:480 | −18   | 20     |
| 9.  | FK Metta               | 27  | 4  | 4 | 19 | 022:550 | −33   | 16     |
| 10. | FK Tukums 2000/TSS (N) | 27  | 3  | 5 | 19 | 021:700 | −49   | 14     |

Platzierungskriterien: 1. Punkte – 2. Direkter Vergleich (Punkte, Tordifferenz, geschossene Tore) – 3. Tordifferenz – 4. geschossene Tore

| (M) | amtierender Meister     |
| (P) | amtierender Pokalsieger |
| (N) | Neuaufsteiger           |

## Kreuztabelle
| Spieltag 1–16       | Riga FC | FK RFS | Valmieras FK | FK Ventspils | FK Liepāja | FK Spartaks Jūrmala | FK Jelgava | BFC Daugavpils | FK Metta | FK Tukums 2000/TSS |
| ------------------- | ------- | ------ | ------------ | ------------ | ---------- | ------------------- | ---------- | -------------- | -------- | ------------------ |
| Riga FC             |         | 0:2    | 2:0          | 1:0          | 2:0        | 4:2                 | 3:0        | 3:1            | 2:0      | 5:2                |
| FK RFS              | 1:2     |        | 5:2          | 1:0          | 3:0        | 4:1                 | 1:0        | 2:1            | 5:1      | 3:0                |
| Valmieras FK        | 0:1     | 0:4    |              | 3:0          | 1:1        | 2:2                 | 2:0        | 3:0            | 1:0      | 2:0                |
| FK Ventspils        | 0:2     | 3:2    | 2:2          |              | 2:1        | 1:1                 | 5:0        | 2:0            | 0:0      | 3:0                |
| FK Liepāja          | 1:4     | 2:5    | 0:1          | 1:1          |            | 3:2                 | 3:1        | 1:1            | 3:0      | 2:2                |
| FK Spartaks Jūrmala | 2:1     | 1:1    | 2:3          | 1:3          | 2:2        |                     | 4:1        | 3:3            | 2:0      | 1:1                |
| FK Jelgava          | 0:3     | 0:4    | 1:2          | 1:0          | 1:5        | 2:3                 |            | 1:0            | 2:2      | 2:1                |
| BFC Daugavpils      | 0:1     | 2:3    | 0:2          | 3:1          | 0:2        | 0:2                 | 0:0        |                | 4:2      | 1:1                |
| FK Metta            | 0:3     | 0:1    | 2:2          | 1:2          | 2:1        | 1:2                 | 1:0        | 1:4            |          | 2:0                |
| FK Tukums 2000/TSS  | 1:5     | 0:3    | 2:3          | 0:0          | 0:5        | 0:2                 | 1:2        | 0:6            | 1:3      |                    |

| Spieltag 19–27      | Riga FC | FK RFS | Valmieras FK | FK Ventspils | FK Liepāja | FK Spartaks Jūrmala | FK Jelgava | BFC Daugavpils | FK Metta | FK Tukums 2000/TSS |
| ------------------- | ------- | ------ | ------------ | ------------ | ---------- | ------------------- | ---------- | -------------- | -------- | ------------------ |
| Riga FC             |         | –      | 1:0          | 0:3          | 2:1        | –                   | –          | 2:0            | 5:1      | –                  |
| FK RFS              | 3:0     |        | –            | 1:1          | –          | 2:1                 | 1:0        | –              | –        | –                  |
| Valmieras FK        | –       | 2:2    |              | –            | –          | 0:1                 | –          | 3:0            | –        | 5:0                |
| FK Ventspils        | –       | –      | 1:1          |              | 0:2        | –                   | –          | –              | 1:0      | 2:0                |
| FK Liepāja          | –       | 1:0    | 1:1          | –            |            | 0:1                 | –          | –              | 3:0      | 5:0                |
| FK Spartaks Jūrmala | 1:2     | –      | –            | 1:2          | –          |                     | 7:0        | –              | –        | 2:4                |
| FK Jelgava          | 0:2     | –      | 2:2          | 0:5          | 0:7        | –                   |            | 2:0            | –        | –                  |
| BFC Daugavpils      | –       | 1:2    | –            | 0:0          | 0:4        | 1:3                 | –          |                | 4:2      | 1:1                |
| FK Metta            | –       | 0:3    | 1:2          | –            | –          | 1:1                 | 0:1        | –              |          | –                  |
| FK Tukums 2000/TSS  | 0:2     | 0:2    | –            | –            | –          | –                   | 0:0        | 2:1            | 3:1      |                    |

## Torschützenliste
| Pl. | Name                | Mannschaft          | Tore |
| --- | ------------------- | ------------------- | ---- |
| 01. | Dodô                | FK Liepāja          | 18   |
| 02. | Tolu Arokodare      | Valmieras FK        | 15   |
| 02. | Nemanja Belaković   | FK Spartaks Jūrmala | 15   |
| 04. | Kule Mbombo         | Riga FC             | 12   |
| 05. | Jewgenij Koslow     | FK Ventspils        | 11   |
| 05. | Raimonds Krollis    | FK Metta            | 11   |
| 07. | Chinonso Offor      | BFC Daugavpils      | 10   |
| 07. | Emerson Deocleciano | FK RFS              | 10   |